# Andrew Lewis
Andrew Lewis (ur. 11 grudnia 1970 w Georgetown, zm. 4 maja 2015 w Hope) – gujański bokser, były mistrz świata wagi półśredniej organizacji WBA.
Nosił przydomek ringowy „Sześć głów” po tym, jak jeden z jego rywali po walce twierdził, że otrzymawszy silny cios widział głowę Gujańczyka sześć razy.

## Kariera amatorska
Wystąpił w wadze półśredniej na igrzyskach olimpijskich w 1992 w Barcelonie, ale przegrał pierwsza walkę z Andreasem Otto z Niemiec.

## Kariera zawodowa
Pięściarz od 17 lutego 2001 do 30 marca 2002 piastował tytuł mistrza świata organizacji WBA. 17 lutego 2001 w MGM Grand w Las Vegas pokonał przez techniczny nokaut w siódmej rundzie Amerykanina Jamesa Page′a, zdobywając tytuł.
Stracił go po dwóch obronach w unifikacyjnej walce przeciwko Ricardo Mayordze 30 marca 2002 w Reading w Pensylwanii, przegrywając przez techniczny nokaut w piątej rundzie. Potem jeszcze raz próbował odzyskać tytuł, lecz przegrał z Antonio Margarito. W swojej ostatniej walce  25 października 2008 w Georgetown, przegrał niejednogłośnie na punkty z rodakiem Howardem Eastmnem, stosunkiem głosów dwa do jednego (110:115, 112:113 i 114:111).
Zginął w wypadku, jadąc rowerem zderzył się z samochodem jadącym w przeciwnym kierunku. Kiedy został przetransportowany do szpitala, już nie żył.